# サン＝ルイ橋
サン・ルイ橋（サン・ルイばし、フランス語: Pont Saint-Louis）は、フランスのパリ、セーヌ川に架かる橋である。
4区にあり、シテ島とサン・ルイ島を結んでいる。
現在使われている橋は1970年に完成したもので1630年から数えて7番目の橋である。初代の橋はサン・ランドリ橋という名で1630年から1634年まで使われていた。

## 交通
- メトロ4号線 シテ駅下車

## 隣の橋
（上流）シュリー橋―トゥルネル橋―サン・ルイ橋―アルコル橋―ノートルダム橋（下流）